# Sara Ahmed (vægtløfter)
Sara Samir Elsayed Mohamed Ahmed (født 1. januar 1998) er en egyptisk vægtløfter.
Hun repræsenterede Egypten ved sommer-OL 2016 i Rio de Janeiro, hvor hun tog bronze i 69 kg.
Under sommer-OL 2024, der blev afholdt i Paris , vandt hun sølv.